# Enamorándome
Enamorándome es el título del séptimo álbum de estudio grabado por la cantautora chilena Myriam Hernández. Fue lanzado al mercado por la empresa discográfica La Calle Records el 28 de agosto de 2007. El álbum Enamorándome fue producido  por Jorge Luis Piloto y Manny López, quien compuso varios los temas del álbum, coproducida por la propia artista, siendo el primer álbum de estudio desde + y más... (2000), ya que su anterior producción Huellas, era un álbum recopilatorio.

## Antecedentes
La intérprete grabó varias versiones de canciones conocidas de artistas latinos Dónde estará mi primavera de Marco Antonio Solís, Bésame de Ricardo Montaner, Vuela muy alto de Jerry Rivera, Volver a amar de Cristian Castro y No pensé enamorarme otra vez a dueto con Gilberto Santa Rosa, este último fue el primer sencillo que la hizo regresar a las listas latinas de Billboard, tras casi 10 años desde la última vez que apareció con su canción "Huele a peligro" en 1998. Además en este disco se incluye la canción "Huellas", compuesta por la cantautora colombo-estadounidense Soraya, la cual falleció un año antes. Enamorándome trae otras nuevas canciones de los compositores y productores Jorge Luis Piloto y Manny López donde destacamos "Donde hubo amor", "Bandera blanca" y "Mírame", estas son lanzadas como sencillos para promocionar el disco. En Miami participó activamente en la producción del álbum junto a sus productores. Involucrada completamente en la dirección de la composición de nuevos temas, en la selección y arreglos del repertorio, en la grabación y en la mezcla.

## Lista de canciones
| Enamorándome |                                                  |                                              |               |          |  |
| N.º          | Título                                           | Escritor(es)                                 | Productor(es) | Duración |  |
| 1.           | «Dónde hubo amor»                                | Jorge Luis Piloto · Manny López              |               | 4:28     |  |
| 2.           | «No te he robado nada» (con Gilberto Santa Rosa) | Armando Manzanero                            |               | 4:46     |  |
| 3.           | «Vuela muy alto»                                 | Estéfano                                     |               | 4:35     |  |
| 4.           | «Bandera blanca»                                 | Jorge Luis Piloto · Raúl del Sol             |               | 4:03     |  |
| 5.           | «Bésame»                                         | José Luis "Caplís" Chacín · Ricardo Montaner |               | 4:21     |  |
| 6.           | «Mírame»                                         | Jorge Luis Piloto · Manuel López             |               | 3:46     |  |
| 7.           | «Dónde estará mi primavera»                      | Marco Antonio Solís                          |               | 4:26     |  |
| 8.           | «Huellas»                                        | Soraya Lamilla                               |               | 4:33     |  |
| 9.           | «Volver a amar»                                  | Kike Santander                               |               | 5:03     |  |
| 10.          | «Amor mío»                                       | Myriam Hernández                             |               | 4:17     |  |